# 德米特羅·克利亞奇基夫斯基
德米特羅·謝苗諾維奇·克利亞奇基夫斯基（羅馬化：Dmytro Semenovych Kliachkivskyi；1911年11月4日—1945年2月12日），烏克蘭反抗軍指挥官，為烏克蘭反抗軍北方作戰群的第一任总指挥官。对在沃里尼亞一帶對波兰人的屠殺负有责任。